# القبه
القبة (به عربی: القبة ) یک منطقهٔ مسکونی در لیبی است که در برقه واقع شده‌است.

## خصوصیات
القبة ۲۴٬۶۳۱ نفر جمعیت دارد.